# Silvia Covolo
Silvia Covolo (Marostica, 11 ottobre 1981) è un'ex politica italiana, deputata della Lega Nord dal 2018 al 2022.
Già consigliere comunale dal 2014 e sindaco di Breganze dal 2009 al 2014 in provincia di Vicenza, alle elezioni politiche del 4 marzo 2018 è stata eletta per la prima volta deputata della Lega di Salvini alla Camera dei deputati nella circoscrizione Veneto. Dal 2019 è nuovamente consigliere comunale di Breganze, di cui è stata assessore da aprile a novembre 2020.